# Меланж (кофе)
Меланж (от фр. mélange — смесь) — кофейный напиток австрийской кухни на основе эспрессо с добавлением подогретого и вспененного молока и взбитых сливок. Считается, что впервые такой напиток был приготовлен в Вене в 1890 году. По другой версии, он появился в столице Австрии в XVII веке, а его автором называют Юрия Кульчицкого.
Встречается несколько основных вариантов этого кофейного напитка. Так, меланж готовят из эспрессо с добавлением молока и вспененного молока. Другой рецепт, кофе по-венски, подразумевает сваренный кофе, украшенный шапкой из взбитых сладких сливок с ароматом ванили, присыпанный сверху тёртым шоколадом.
Некоторые рецепты предлагают слегка разбавить эспрессо горячей водой или использовать двойной эспрессо. В данном случае соотношение кофе и молока в венском меланже всегда сохраняется 1:1. Меланж подается со стаканом воды и иногда украшенный взбитыми сливками.
Отдельным вариантом меланжа является императорский меланж (Kaisermelange), в который кроме молока и молочной пены добавляют яичный желток, сахар и коньяк.